# قمری زمینی وتار
قمری زمینی وتار (نام علمی: Pampusana hoedtii) گونه‌ای از پرندگان خانواده کبوتران (Columbidae) است که در وتار، اندونزی و در تیمور یافت می‌شود. زیستگاه طبیعی آن جنگل‌های موسمی و جنگل‌های نواری و احتمالاً درختزارها و بامبوها هستند. این گونه که به دلیل از دست دادن زیستگاه و شکار در معرض تهدید است، توسط IUCN به عنوان در خطر انقراض ارزیابی می‌شود.